# Turó de les Forques
|  | Per a altres significats, vegeu «Turó de les Forques (Castellbisbal)». |

El Turó de les Forques és una muntanya de 1.383 metres al municipi de la Vansa i Fórnols, a la comarca de l'Alt Urgell.